# Boltens Gård
Boltens Gård er et adelspalæ i Gothersgade 8 i København og også i nyere tid navnet på et kompleks af restauranter mm. Anlægget er beliggende nær Kongens Nytorv med indgang i henholdsvis Store Kongensgade og Gothersgade.
Oprindeligt hed ejendommen Weltkuglen og var i midten af 1700-tallet centrum for international handel i den gamle købstad.[kilde mangler] Det var et populært samlingssted for byens førende borgere og købmænd fra hele verden.[kilde mangler] Ejendommen blev i 1767 købt af en velstående vinhandler, Henrik Bolten, som i 1771 lod opføre det stadig stående rokokohus. I 1783 blev han ophøjet til baron von Bolten – heraf stedets navn, men i 1786 gik han fallit og måtte leve sin sidste fire leveår som lejer på kvisten.
I 1918 blev palæet fredet tillige med et bindingsværkshus i gården fra 1755.
I slutningen af 1980'erne blev stedet restaureret og ombygget og blev et populært sted for jetsettet, der blandt andet frekventerede natklubben Nasa.
Galleristerne Patricia og Jacob Asbæk åbnede i 1991 et galleri i Baron Boltens Gård.